# Гостиный двор (Тобольск)
Гостиный двор — памятник архитектуры в Тобольске, в котором ранее располагался центр евразийской торговли. Ныне в нём размещаются музей истории торговли Сибири, мастерские народных умельцев, гостиница, торгово-туристический центр ТГИАМЗ.

## История
Гостиный двор построен по проекту С. У. Ремезова в 1703—1708 годах. План здания представляет каре с двумя восточными и западными въездными воротами. Здание двухэтажное с подвальными помещениями. На верхнем этаже располагались гостиница, на первом этаже — торговые лавки, а под ними кладовые для хранения товаров.
Его основные задачи заключались в защите товаров от пожаров и грабежей и создании представительного облика торгового центра столицы Сибири.
Со второй половины XVIII века в здании размещались татарская комиссия, словесный суд, тюрьма, купеческая гостиница, ряд губернских учреждений, а с 1764 года и губернская аптека. В 1788 году в бывший Гостиный двор были переведены губернские присутственные места.

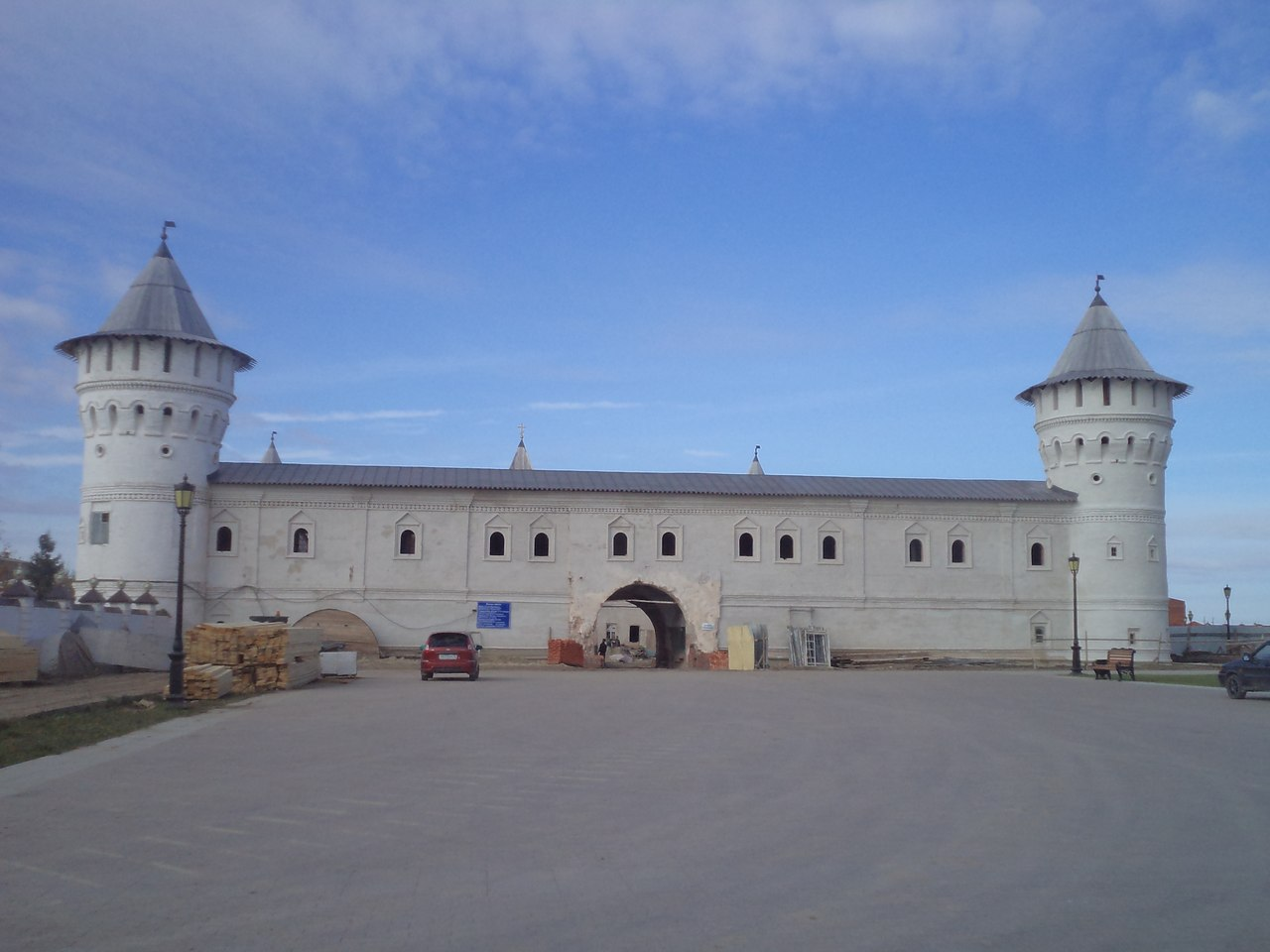
Здание во время реставрации
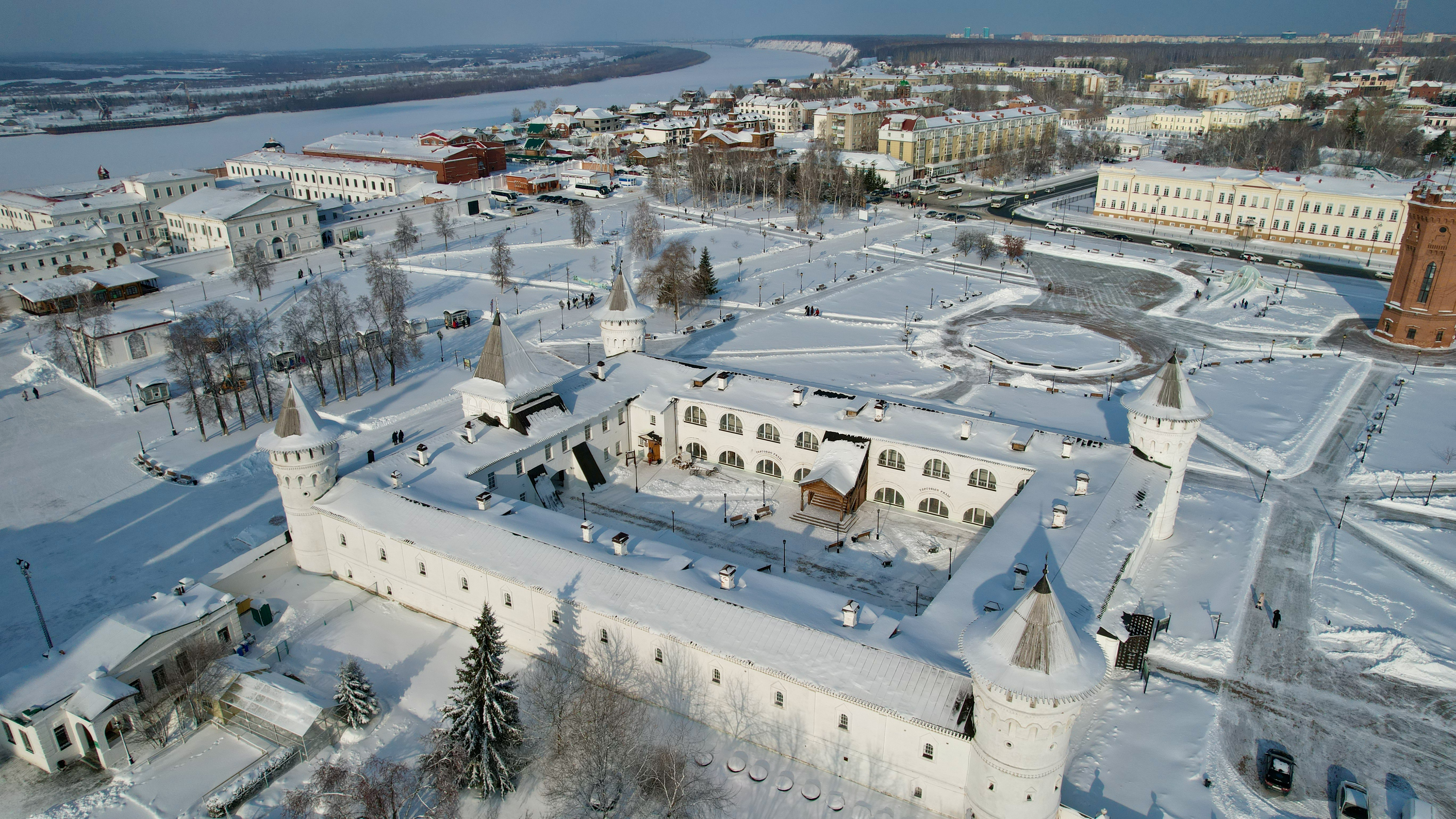
Вид с высоты
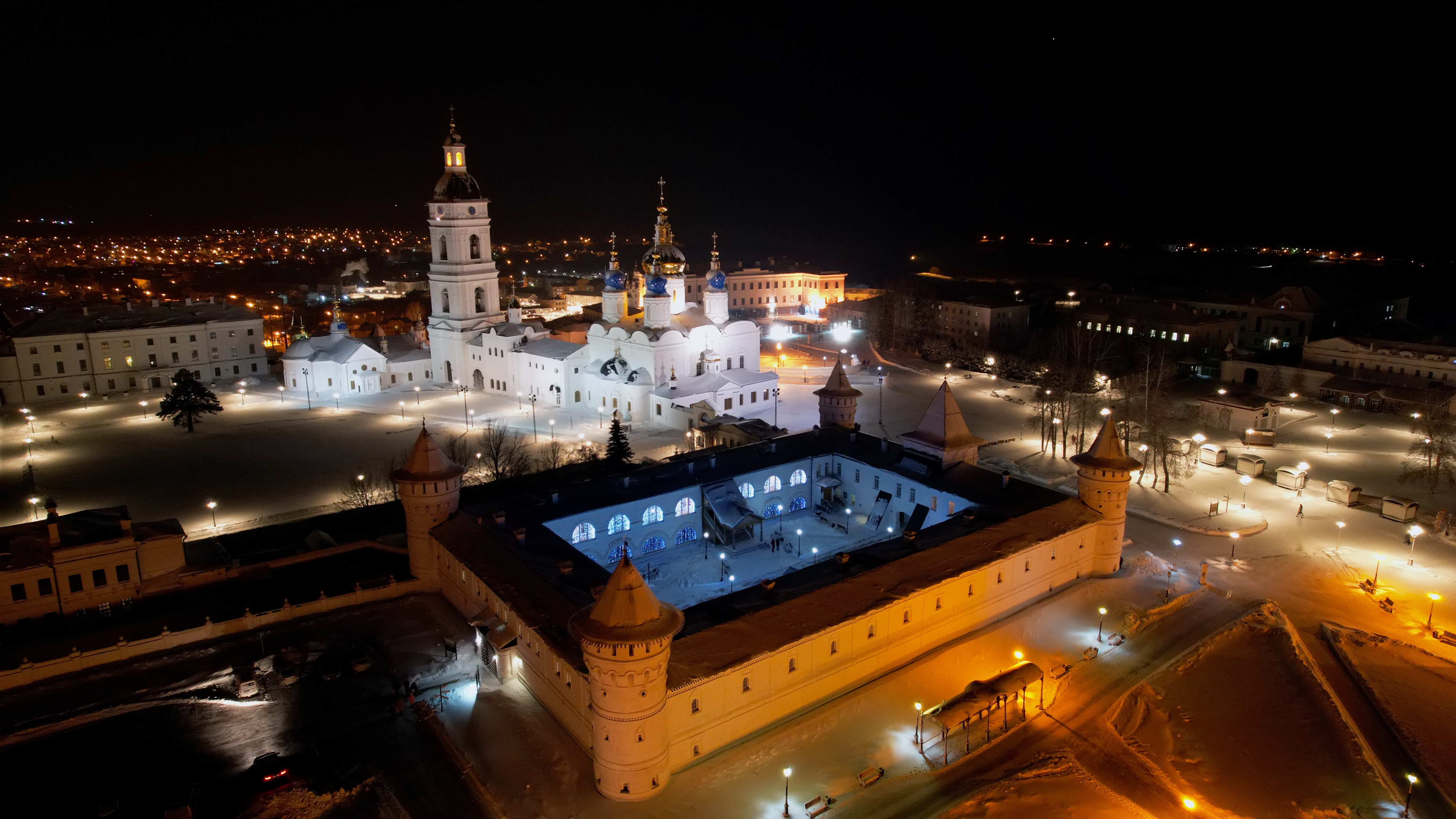
Вечерний вид с высоты
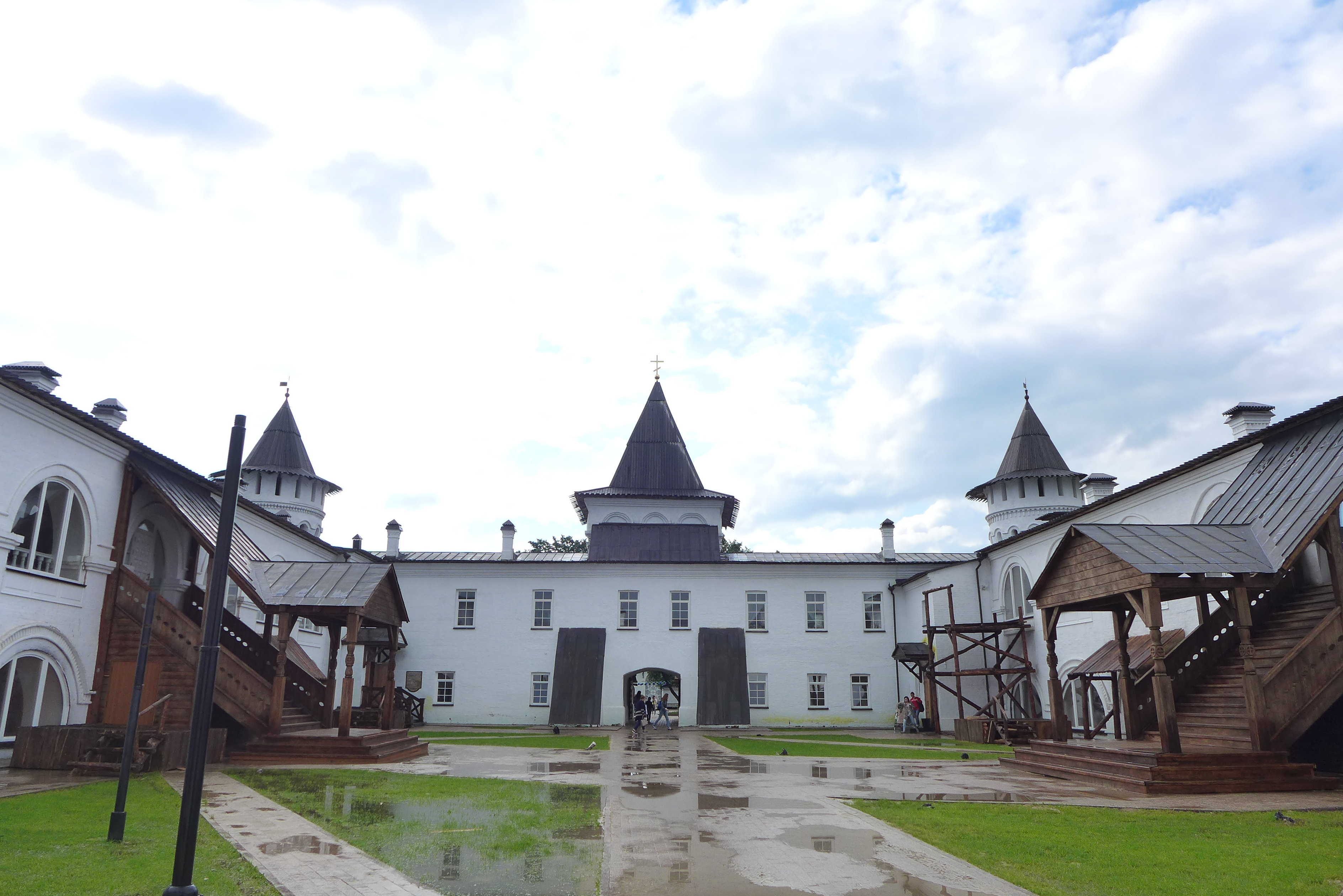
Внутренний двор
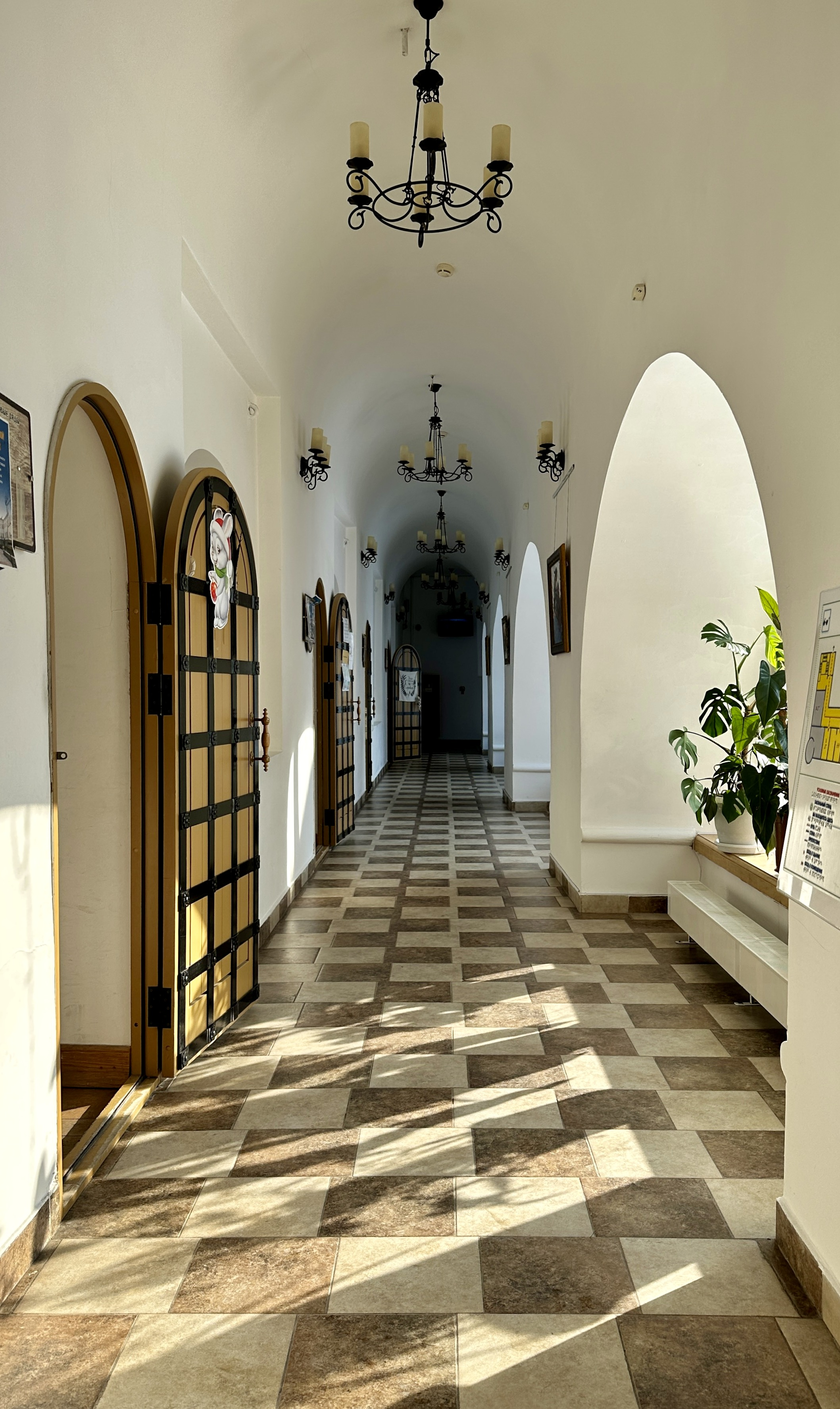
Интерьер первого этажа